# H-Boat
Le H-Boat est une classe de voilier, quillard de sport monotype dessinée en 1967 en Finlande par l'architecte naval Hans Groop. Série internationale depuis 1977, le H-Boat est principalement diffusé dans les pays nordiques et l'Europe centrale.

## Historique
Au cours des années 1960, le club nautique finlandais Segelsällskrab demande à l'un de ses membres, Hans Groop, la création d'un voilier moderne, en matériaux plastiques, afin de faciliter la monotypie et de s'affranchir des contraintes de jauge et d'échantillonnage des bateaux en bois. Après une étude de marché, Hans Groop se décide pour un bateau d'environ huit mètres, dans le style du populaire Folkboat, et dans la lignée des Schärenkreuzers. Une présérie de quinze voiliers est réalisée en 1967 par le chantier naval des frères Anderson, près d'Helsinki. Les premières associations nationales de la classe sont créées en Finlande, au Danemark, en Suède et en Norvège.
En 1973, 500 H-Boat ont été livrés. En 1974 naît l'association suisse, en 1976 celle d'Allemagne. En 1977, un premier championnat d'Europe de H-Boats est disputé lors de la Semaine de Kiel, et la Fédération internationale de voile le reconnait comme série internationale. Les premiers championnats du monde de la série ont lieu en 1980. En 2012, plus de 5 000 exemplaires ont été construits.

## Caractéristiques

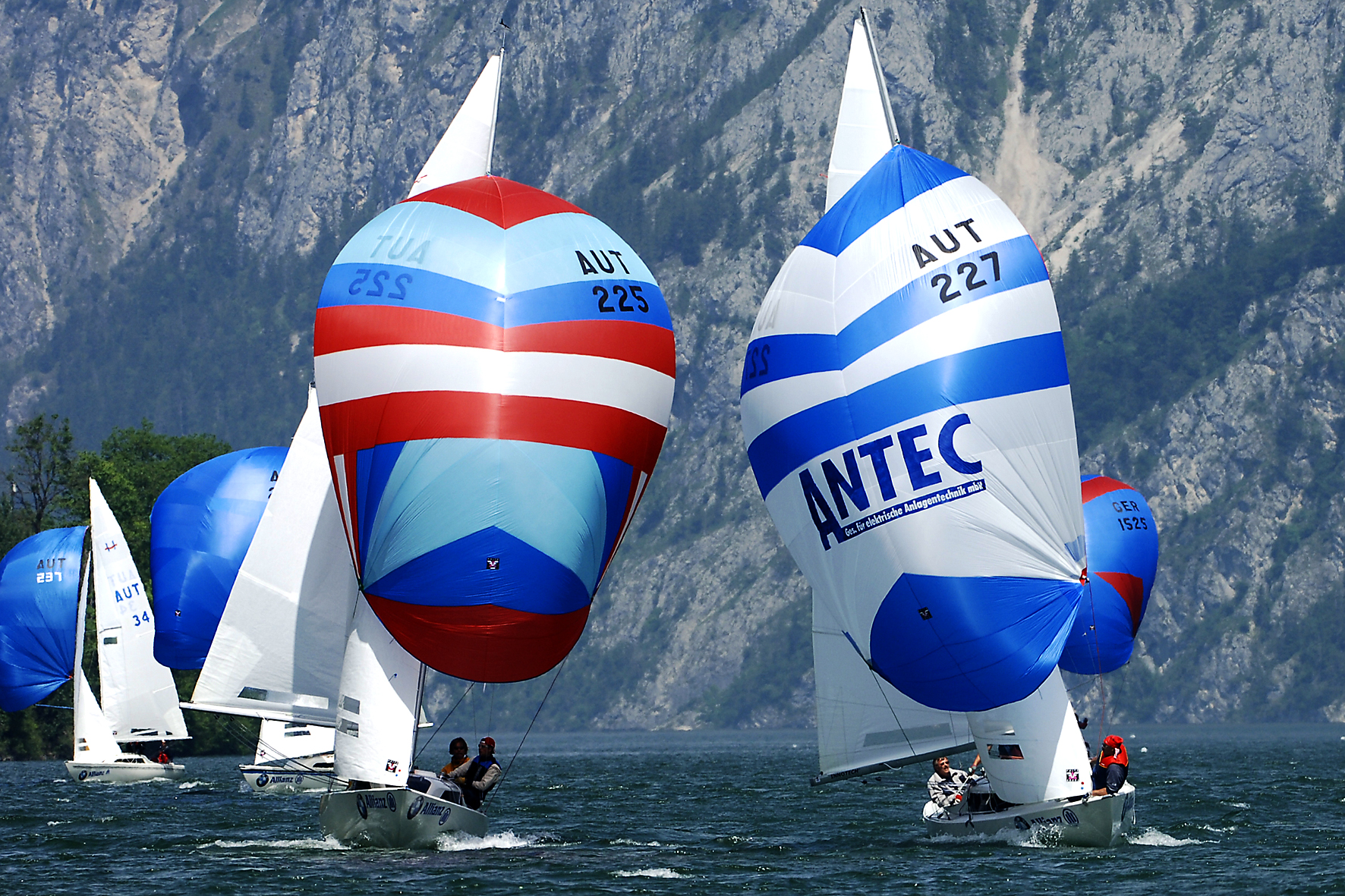
H-Boats sous spinnaker.

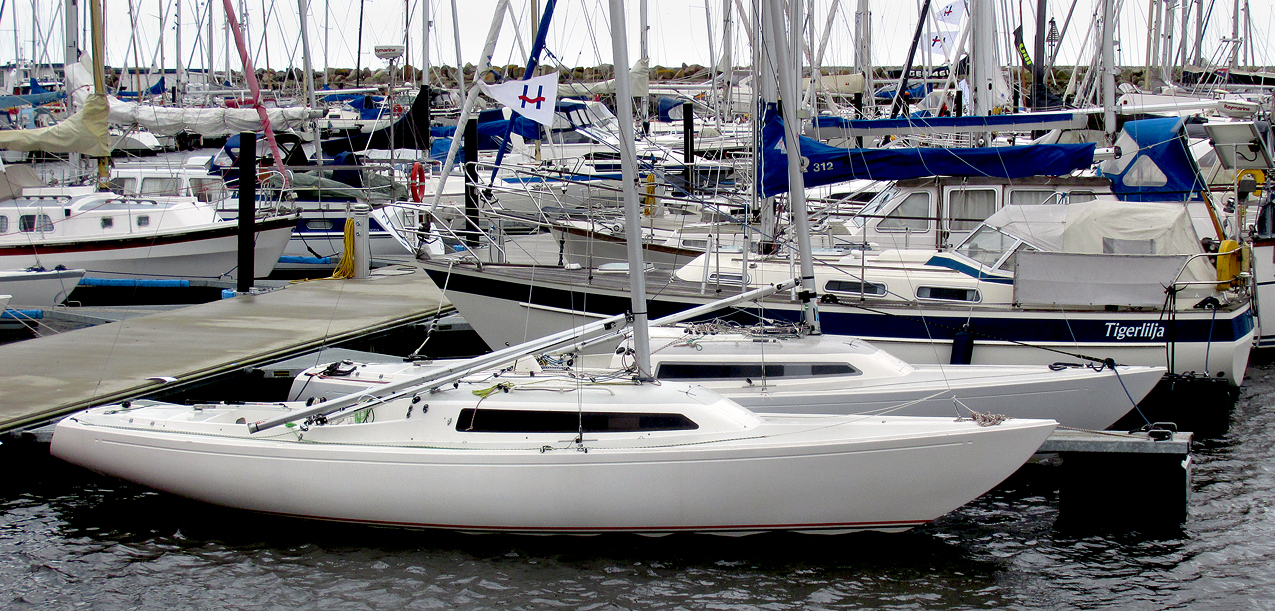
deux H-boats dans le port d'Ystad, lors de la Ystad Sail Racing Week (9 juillet 2015).

Le H-Boat est un quillard monotype de 8,28 m de longueur de coque, pour 6,30 m à la flottaison, au déplacement de 1,450 kg dont 50 % de lest. Large de 2,18 m, il peut être transporté par la route. Il est doté d'une fine quille fixe portant le tirant d'eau à 1,30 m et d'un aileron arrière séparé de la quille et qui reçoit le safran du gouvernail.
Les lignes présentent des élancements avant et arrière.
Sa voilure est composée d'une grand-voile, d'un foc aux 7/8e pour environ 25 m2 au près, et d'un spinnaker symétrique de 36 m2. Le mât, en plus de l'étai avant, est étayé par des haubans sur barres de flèches poussantes, des bas-haubans et un pataras.
Il comporte une cabine équipée de quatre couchettes.